# محمد عظیم ( بازیگر)
محمد عظیم (زاده ۱۵ دسامبر ۱۹۹۰)  همچنین مشهور به عظیم یک هنرمند تلویزیون واقعیت هندی می باشد که بیشتر در سریال های تلویزیونی تامیل نقش آفرینی می کند. وی در نخستین سریال خودش در سال ۲۰۱۲ به اسم مایا در کنار هنرمند زن وانی بوجان  شروع به فعالیت نمود. او سپس در سریال های گوناگون در بسیاری از شبکه های تلویزیونی نیز دیده شد. او همچنین در سریال هایی همانند پریامانوال ، پاگال نیلاو و کادایاکوتی سینگام دیده شد. او همچنین برنده فصل ششم بیگ باس تامیل می باشد.

## زندگی شخصی
در سال ۲۰۱۸، عظیم با نامزدش سید زویا در شهر چنای ازدواج نمود، ولی در سال ۲۰۲۱ این زوج تصمیم به جدا شدن از یکدیگر و تماس با یکدیگر نمودند و سپس آنان از یکدیگر جدا شدند.